# Phoma valerianae
Phoma valerianae är en lavart som beskrevs av Henn. 1904. Phoma valerianae ingår i släktet Phoma, ordningen Pleosporales, klassen Dothideomycetes, divisionen sporsäcksvampar och riket svampar.   Inga underarter finns listade i Catalogue of Life.